# Ordem Nacional do Cruzeiro do Sul
Ordem Nacional do Cruzeiro do Sul é uma comenda que o presidente do Brasil atribui a personalidades estrangeiras.
Foi criada como Ordem Imperial do Cruzeiro do Sul em 1 de dezembro de 1822 por Dom Pedro I, menos de três meses após a independência, como símbolo do poder imperial. A comenda foi abolida com a primeira constituição republicana em 1891 e restabelecida com sua atual denominação em 5 de dezembro de 1932 pelo presidente Getúlio Vargas.
A Ordem Nacional do Cruzeiro do Sul já foi atribuída a personalidades como Ernesto "Che" Guevara, Sukarno, Alain Prost, Chiara Lubich, Dwight D. Eisenhower, Benjamin Netanyahu, Elizabeth II, Margarida II, Alberto Fujimori (anulado posteriormente), Bashar al-Assad (anulado posteriormente), Nelson Mandela e Neil Armstrong.

## Diferenças das ordens
A diferença entre a ordem imperial e a republicana está no fato de que a Imperial Ordem do Cruzeiro destinava-se a dignitários brasileiros e estrangeiros, já a Ordem Nacional do Cruzeiro do Sul ficou restrita a personalidades estrangeiras. Sua concessão ou ato de conceder dá-se por decreto presidencial, configurando-se um ato de relações exteriores. É a mais alta condecoração brasileira atribuída a cidadãos estrangeiros. 
Na verdade, é uma forma do governo brasileiro reverenciar estrangeiros que realizem grandes feitos para o país.

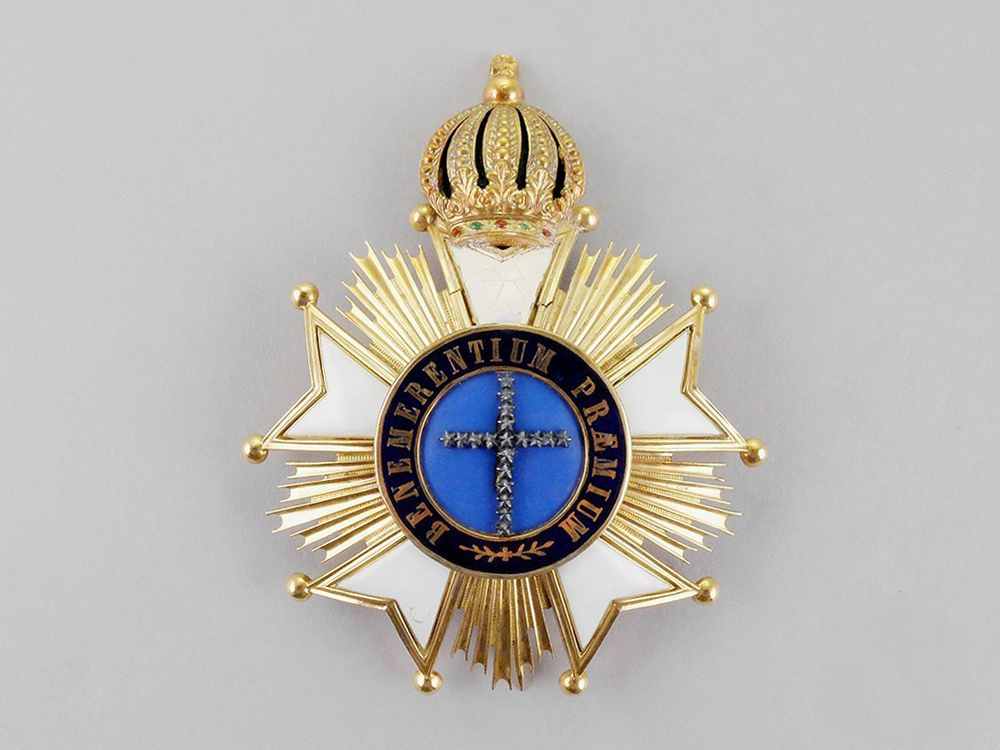
Placa da Imperial Ordem do Cruzeiro do Sul.

## Descrição
É assim descrita, conforme o decreto presidencial:
A insígnia da Ordem é uma estrela de cinco braços esmaltados de branco e orlados de prata dourada, assentada sobre uma coroa e encimada por uma grinalda, ambas feitas de folhas de fumo e café, tendo, no centro, em campo azul celeste, a constelação do Cruzeiro do Sul, esmaltada de branco e, na circunferência, em círculo azul ferrete, a legenda Benemerentium Praemium em ouro polido. No reverso a efígie da República, em ouro com a legenda "República Federativa do Brasil" (Art. 2º do Regulamento).

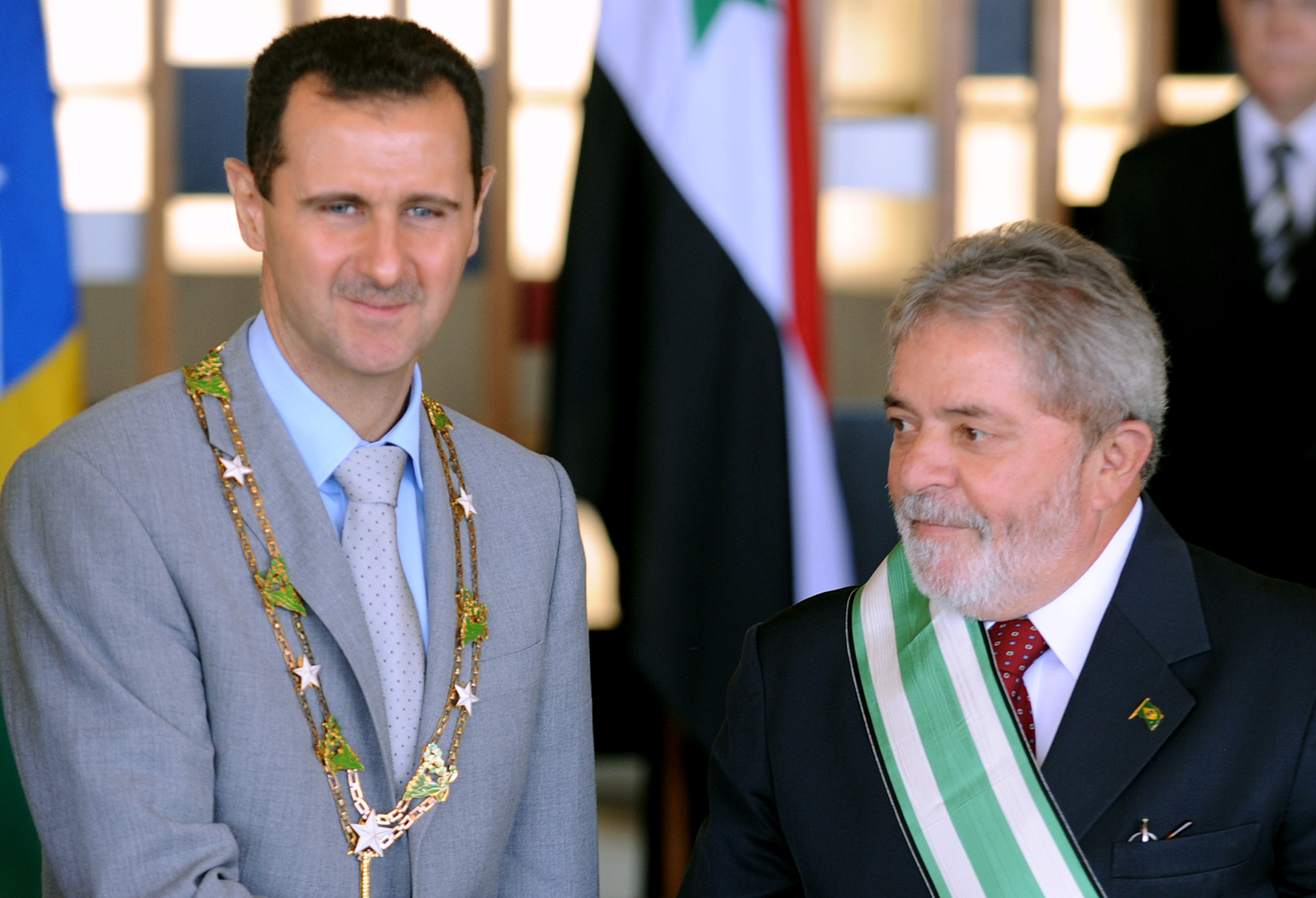
Ex-presidente da Síria Bashar al-Assad usando o Grande Colar da Ordem Nacional do Cruzeiro do Sul, acompanhado pelo então Presidente do Brasil Luiz Inácio Lula da Silva, em 30 de Junho de 2010.

## Conselho
O Conselho é constituído conforme regulamento, é quem escolhe a personalidade que irá receber a Ordem em reunião presidida pelo presidente da República e nesta preenche-se um formulário sobre o qual cada Conselheiro dá seu parecer e grau da concessão da Comenda.

### Componentes do Conselho da Ordem
- Grão-Mestre (mais alto cargo da ordem): Presidente da República Federativa do Brasil
- Chanceler da Ordem (assemelha-se ao vice-grão-mestre): Ministro de Estado das Relações Exteriores

Membros do Conselho (conselheiros)
- Ministro de Estado da Defesa
- Secretário-Geral das Relações Exteriores
- Secretário do Conselho (equivalente ao secretário-geral): Chefe do Cerimonial do Ministério das Relações Exteriores
- Chancelaria da Ordem  (é quem organiza o cerimonial de entrega e festejos): Cerimonial do Ministério das Relações Exteriores

## Graus

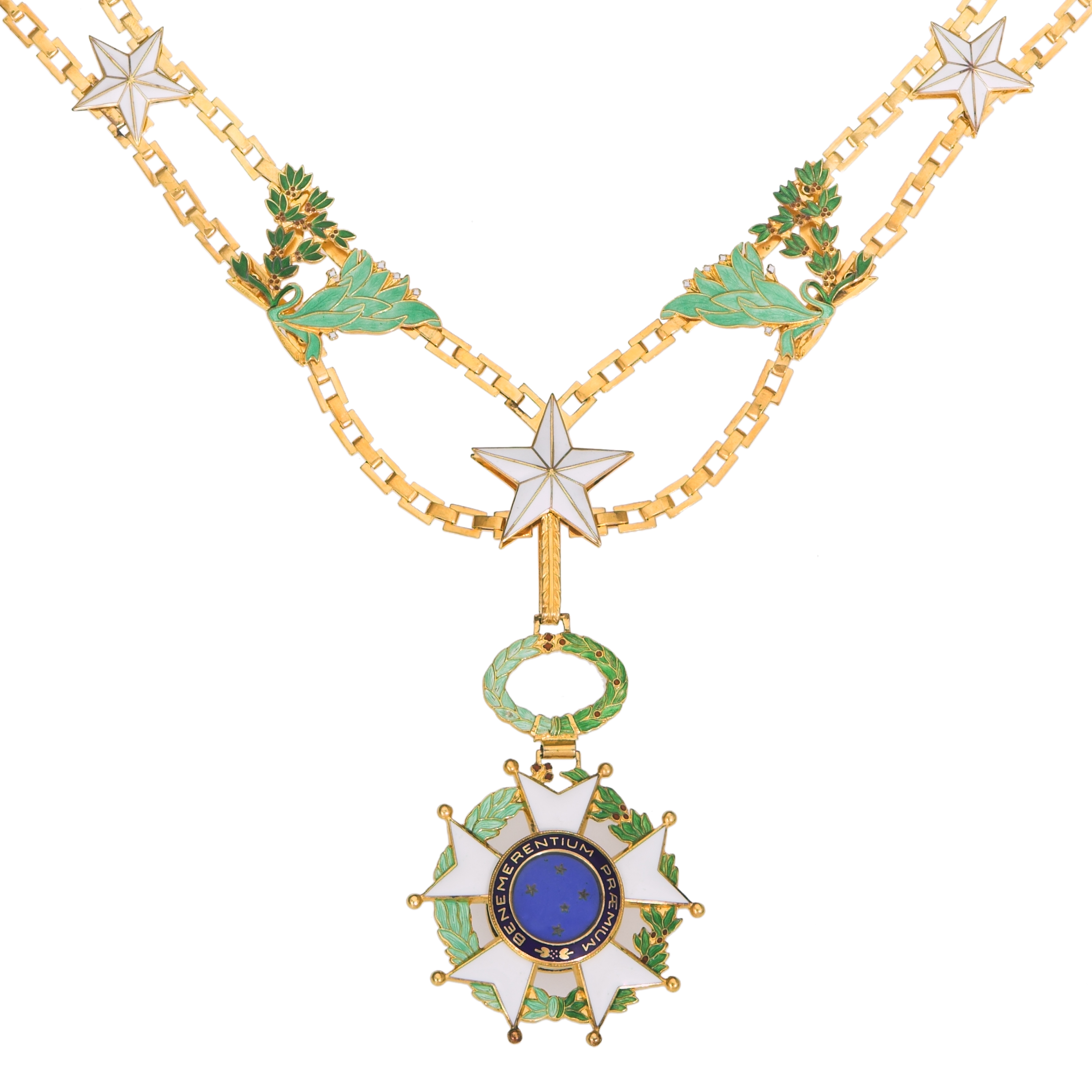
Grande Colar da Ordem Nacional do Cruzeiro do Sul.

Conforme o Regulamento da Ordem Nacional do Cruzeiro do Sul, a Ordem compreende os seguintes graus:
- Grande-Colar: destinado exclusivamente a Chefes de Estado em circunstância que justifique esse especial agraciamento.
- Grã-Cruz: destinado a Chefes de Estado, Chefes de Governo, Príncipes das Casas Reinantes, Presidente do Poder Legislativo, Presidentes das Cortes Supremas de Justiça, Ministros de Estado, Embaixadores, Governadores, Almirantes, Marechais, Marechais do Ar, Almirantes de Esquadra, Generais de Exército, Tenentes-Brigadeiros e outras personalidades de hierarquia equivalente.

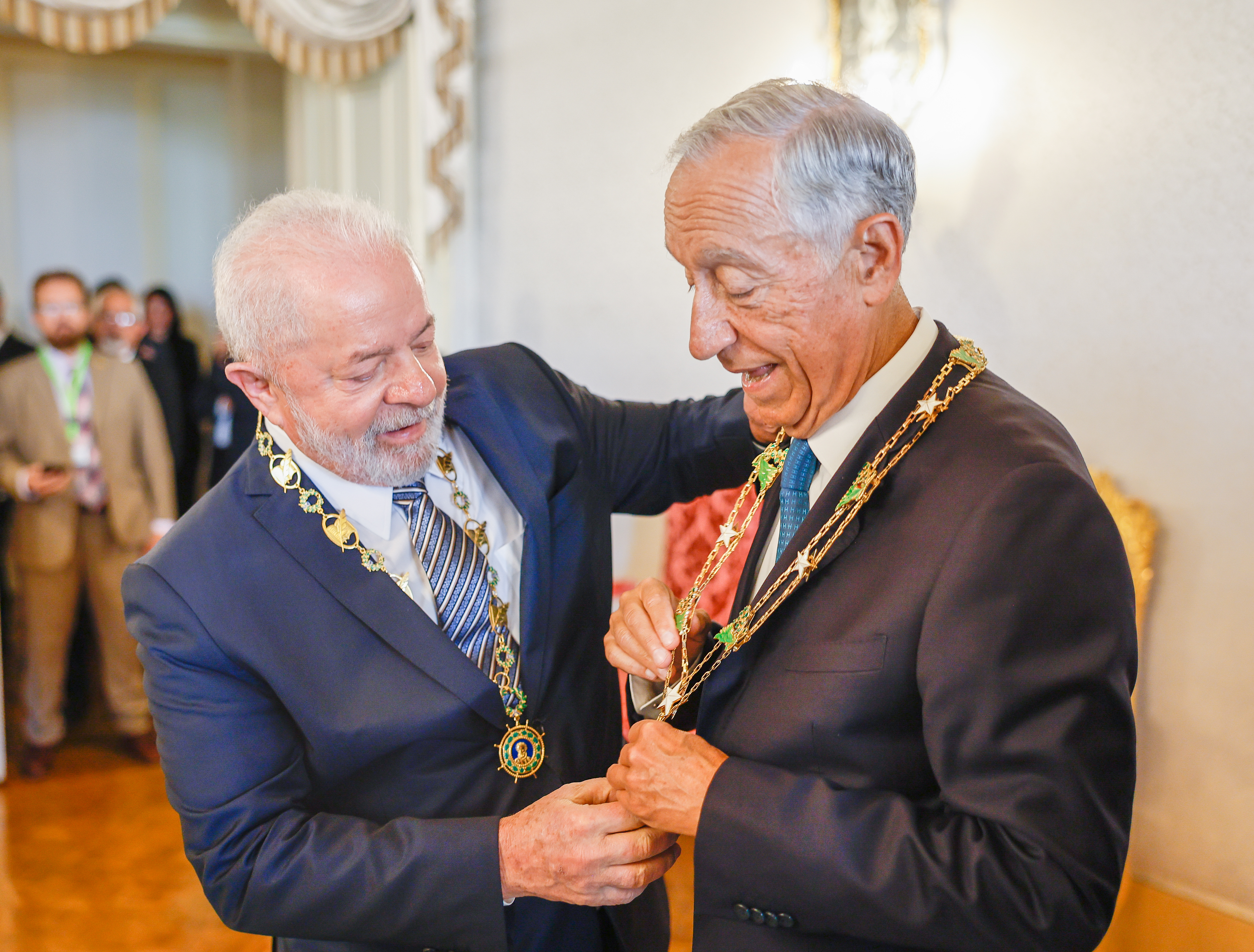
O Presidente Lula impõe ao Presidente de Portugal, Marcelo Rebelo, o grande-colar da Ordem do Cruzeiro do Sul.

- O Presidente Lula impõe ao Presidente de Portugal, Marcelo Rebelo, o grande-colar da Ordem do Cruzeiro do Sul.Grande-Oficial: destinado a Enviados Extraordinários e Ministros Plenipotenciários, Presidentes das Câmaras Legislativas, Presidentes de Tribunais de Justiça, Vice-Almirantes, Generais de Divisão, Majores-Brigadeiros, Ministros-Conselheiros de Embaixada, e outras personalidades de hierarquia equivalente.
- Comendador: destinado a Encarregados de Negócios efetivos, Conselheiros de Embaixada ou Legação, Membros de Parlamento e das Cortes de Justiça, Contra-Almirantes, Generais-de-Brigada, Brigadeiros do Ar, Cônsules-Gerais, Presidentes de Associações Literárias, Científicas ou Comerciais, Professores de Universidades, e outras personalidades de hierarquia equivalente.
- Oficial: destinado a Primeiros Secretários de Embaixada ou Legação, Oficiais Superiores das Forças Armadas, Juízes de Primeira Instância, Promotores Públicos, Escritores, Artistas, Membros de Associações Literárias, Científicas ou Comerciais, Professores de Universidades, e outras personalidades de hierarquia equivalente.
- Cavaleiro: destinado a Segundos e Terceiros Secretários de Embaixada ou Legação, Cônsules de carreira, Adidos civis, Oficiais das Forças Armadas, Professores de curso secundário, Artistas, Desportistas, e outras personalidades de hierarquia equivalente.

Pela ordem de importância, sendo o Grande Colar o de maior grau e o Cavaleiro o de menor grau. Em casos excepcionais, o Ministro de Estado das Relações Exteriores pode recomendar a concessão de um grau acima.
| Barretas  | Barretas | Barretas   | Barretas       | Barretas | Barretas     |
| --------- | -------- | ---------- | -------------- | -------- | ------------ |
| Cavaleiro | Oficial  | Comendador | Grande Oficial | Grã-Cruz | Grande Colar |

## Condecorados
| Imagem | Nome                       | Cargo                                                  | Grau           | Ano  | Refs          |
| ------ | -------------------------- | ------------------------------------------------------ | -------------- | ---- | ------------- |
|        | Eduardo                    | Príncipe de Gales                                      | Grâ-Cruz       | 1933 | [ 5 ]         |
|        | Jean Batten                | Aviadora                                               | Comendador     | 1935 | [ 6 ]         |
|        | Ira Eaker                  | General da Força Aérea dos Estados Unidos              | Grande-Oficial | 1944 | [ 7 ]         |
|        | Dwight D. Eisenhower       | Presidente dos Estados Unidos                          | Grande-Colar   | 1946 | [ 8 ]         |
|        | Hirohito                   | Imperador do Japão                                     | Grande-Colar   | 1955 | [ 9 ] [ 10 ]  |
|        | Sukarno                    | Presidente da Indonésia                                | Grâ-cruz       | 1959 | [ 11 ] [ 12 ] |
|        | Ernesto Che Guevara        | Líder adjunto da Revolução Cubana                      | Grâ-cruz       | 1961 | [ 13 ]        |
|        | Josip Broz Tito            | Presidente da Iugoslávia                               | Grâ-cruz       | 1963 | [ 14 ]        |
|        | Elizabeth II               | Rainha do Reino Unido e Chefe da Comunidade das Nações | Grande-Colar   | 1968 | [ 15 ]        |
|        | Nicolae Ceausescu          | Presidente da Romênia                                  | Grande-Colar   | 1975 | [ 16 ]        |
|        | António Ramalho Eanes      | Presidente da República Portuguesa                     | Grande-Colar   | 1980 | [ 17 ]        |
|        | Mário Alberto Soares       | Presidente da República Portuguesa                     | Grã-Cruz       | 1987 | [ 17 ]        |
|        | Nelson Mandela             | Presidente da África do Sul                            | Grande-Colar   | 1996 | [ 18 ] [ 19 ] |
|        | Jorge Branco de Sampaio    | Presidente da República Portuguesa                     | Grande-Colar   | 1997 | [ 17 ]        |
|        | Chiara Lubich              | Cientista Político                                     | ?              | 1998 | [ 20 ]        |
|        | Manuel Fraga               | Presidente da Galícia                                  | Grande-Colar   | 1998 | [ 18 ]        |
|        | Alberto Fujimori (anulada) | Presidente do Peru                                     | Grande-Colar   | 1998 | [ 18 ]        |
|        | Margarida II da Dinamarca  | Rainha da Dinamarca                                    | Grande-Colar   | 1999 | [ 21 ]        |
|        | Michelle Bachelet          | Presidente do Chile                                    | Grande-Colar   | 2006 | [ 22 ]        |
|        | Jacques Diouf              | Diplomata                                              | Grã-Cruz       | 2006 | [ 23 ]        |
|        | Sílvia Sommerlath          | Rainha consorte da Suécia                              | Grande-Colar   | 2007 | [ 24 ]        |
|        | Carlos XVI Gustavo         | Rei da Suécia                                          | Grã-Cruz       | 2007 | [ 25 ]        |
|        | Aníbal Cavaco Silva        | Presidente da República Portuguesa                     | Grande-Colar   | 2008 | [ 17 ]        |
|        | Nicolas Sarkozy            | Presidente da França                                   | Grande-Colar   | 2009 | [ 26 ]        |
|        | Bashar al-Assad (anulada)  | Ex-Presidente da Síria                                 | Grande-Colar   | 2010 | [ 27 ] [ 28 ] |
|        | Enrique Peña Nieto         | Presidente do México                                   | Grande-Colar   | 2015 | [ 29 ] [ 30 ] |
|        | Cristina Kirchner          | Presidente da Argentina                                | Grande-Colar   | 2015 | [ 31 ]        |
|        | Rosen Plevneliev           | Presidente da Bulgária                                 | Grande-Colar   | 2016 | [ 32 ] [ 33 ] |
|        | Cidade de Medellín         | Pelo apoio durante acidente com o avião da Chapecoense | Grande-Colar   | 2016 | [ 34 ]        |
|        | Stefan Zweig               | Escritor austríaco (agraciado postumamente)            | Comendador     | 2017 | [ 35 ]        |
|        | Benjamin Netanyahu         | Primeiro-Ministro de Israel                            | Grão-cruz      | 2019 | [ 36 ]        |
|        | Hamad bin Isa al-Khalifa   | Rei de Bahrein                                         | Grande-Colar   | 2021 | [ 37 ]        |
|        | Mohammed bin Rashid        | Emir de Dubai                                          | Grande-Colar   | 2021 | [ 37 ]        |
|        | Mohammed bin Zayed         | Príncipe herdeiro de Abu Dhabi                         | Grande-Colar   | 2021 | [ 37 ]        |
|        | Khalifa bin Zayed          | Presidente dos Emirados Árabes Unidos                  | Grande-Colar   | 2021 | [ 37 ]        |
|        | Marcelo Rebelo de Sousa    | Presidente de Portugal                                 | Grande-Colar   | 2023 | [ 38 ]        |
|        | Alberto Fernández          | Presidente da Argentina                                | Grande-Colar   | 2023 | [ 39 ]        |
|        | João Lourenço              | Presidente de Angola                                   | Grande-Colar   | 2023 | [ 40 ]        |
|        | Sergio Mattarella          | Presidente da Itália                                   | Grande-Colar   | 2024 | [ 41 ]        |
|        | José Mujica                | Ex-Presidente do Uruguai                               | Grande-Colar   | 2024 | [ 42 ]        |